# Megliadino San Fidenzio
Megliadino San Fidenzio (Mejadin San Fidensio in veneto) è un municipio di 1 936 abitanti del comune di Borgo Veneto nella provincia di Padova in Veneto, situato a sud-ovest del capoluogo. Fino al 2018 ha costituito un comune autonomo.

## Geografia fisica
Situato nel mandamento di Montagnana, Megliadino San Fidenzio dista circa 43 chilometri da Padova, 40 da Vicenza e 35 da Rovigo. Il municipio ha una forma pseudo-triangolare, delimitata a settentrione dal corso del fiume Frassine, dal quale nasce la roggia Vampadore che attraversa il paese in senso longitudinale; sempre nella sezione nord del territorio storico fidentino, al confine con il municipio di Saletto, si trova la località rurale di Prà di Botte.

## Origini del nome
Il nome Megliadino deriva forse:
- da una famiglia romana di nome Melia;
- dalla vicinanza della via Emilia-Altinate, che passava lungo l'attuale tracciato della strada Regionale 10;
- o da milliarium, una piccola colonna che i romani posizionavano lungo le strade per indicare le distanze, infatti nel XIII il paese era chiamato Milliarini.

## Storia
Le origini di Megliadino San Fidenzio sono molto lontane. Scavi archeologici hanno riportato alla luce un villaggio paleoveneto del VI secolo a.C., quindi di età venetica media, in località Spino. Da foto-interpretazione satellitare è emerso che un fossato delimitava l'abitato; le acque del vecchio Adige erano vicine, se non deviate mediante un canale scavato appositamente. Una delle alluvioni dovette provocare una rotta arginale che coinvolse in qualche maniera l'insediamento.
Resti di ville romane sono sparsi nel territorio, come alcuni cimiteri celti e insediamenti di origine longobarda. La presenza di un insediamento già in età così antica, è dovuto alla posizione del paese che fino al 589 d.C. era attraversato dal fiume Adige, oltre che alla presenza dalla via romana Emilia-Altinate. 
Fino quasi all'anno Mille, Megliadino non era associato a S
san Fidenzio e si estendeva su un territorio molto più grande di oggi, che comprendeva anche alcuni paesi limitrofi, come Megliadino San Vitale, parte di Santa Margherita d'Adige e Bresega (oggi frazione del comune di Ponso). Megliadino assume il nome attuale solo nel 964 quando il vescovo della diocesi di Padova Gauslino decide di trasferirvi, in seguito a eventi miracolosi, le spoglie mortali di san Fidenzio, terzo vescovo di Padova, morto nel 168.
Questa terra è l'origine della famiglia Fidenzio, nella quale il cognome deriva da Fidêncio o Fidencio.

### La leggenda di san Fidenzio
Nell'anno 964, due poveri contadini ricevono più volte l'ordine da una misteriosa voce, di recarsi a Padova dal vescovo Gauslino Transalgardo, e di riferirgli che in un bosco nei pressi di Polverara giace il corpo di un santo. Gauslino, dapprima dubbioso, decide di recarsi in questo luogo, dopo che in preghiera aveva visto affiorare dal terreno l'arca di pietra dove riposava san Fidenzio, terzo vescovo di Padova. Recatosi a Polverara, mentre celebra la messa nel luogo indicatogli dai contadini, sente il terreno tremare sotto i suoi piedi. Allora in fretta ordina di scavare una fossa sotto l'altare, e dopo poco appare davanti ai loro occhi un'arca marmorea sulla quale sta scritto: "Corpus Beati Fidentii, episcopi et confessoris". Aperta l'urna si scoprono i resti di un venerando vecchio con i paramenti episcopali: era dunque la salma di san Fidenzio. Era il 18 maggio 964 e tutta Polverara era in festa.
Il vescovo Gauslino, per onorare la sua cattedrale con il corpo di un santo, ordina che il corpo sia trasferito a Padova. L'arca marmorea viene dunque posta su una barca e per il vicino fiume parte per Padova.
Giunti i barcaioli dove ora sorge la chiesa di Roncajette (oggi frazione del comune di Ponte San Nicolò), si fermano per la notte, ma immersa nel buio della notte, la barca va alla deriva.
Il mattino successivo si ritrovano inspiegabilmente al porto della città di Este. Infatti durante la notte la barca, come per qualche misterioso segno divino, era andata contro corrente. Allora la veneranda salma viene posta su un carro trainato da due buoi. Quando il carro giunge presso l'antica chiesa di San Tommaso, i buoi si rifiutano di proseguire. Il conducente, che in realtà era un angelo sotto forma di contadino, scompare, non prima di aver piantato il bastone con cui incitava i buoi, il quale fiorisce immediatamente diventando un bellissimo rovere.
La salma di san Fidenzio fu quindi posta nella cripta della chiesa. Venne appositamente il vescovo a celebrare la messa e ordinò un ampliamento della chiesa longobarda. Per ultima cosa ne cambio l'intitolazione: da S
san Tommaso apostolo a san Fidenzio vescovo.
Questo, è quello che ci viene tramandato dagli Acta Sanctorum, racconto in cui leggenda e verità si mescolano.

Stemma dell'ex comune

### Simboli
Lo stemma comunale era stato concesso con regio decreto del 21 gennaio 1929.
Le spade incrociate fanno riferimento alla storia della località, citata nel 69 d.C. da Tacito il quale narra che Antonio Plinio ed Arrio Varo, generali dell'imperatore Vespasiano, avendo saputo che presso Montagnana si erano accampate le truppe di Vitellio, le attaccarono di notte compiendo una strage (da cui il campo di rosso adottato nello stemma).
I bisanti rappresentano le monete romane ritrovate durante scavi archeologici, insieme ad armi, ossa, vasi cinerari, armille ed anelli.
Il gonfalone, concesso con R.D. del 14 marzo 1929, era un drappo di azzurro.

## Monumenti e luoghi d'interesse

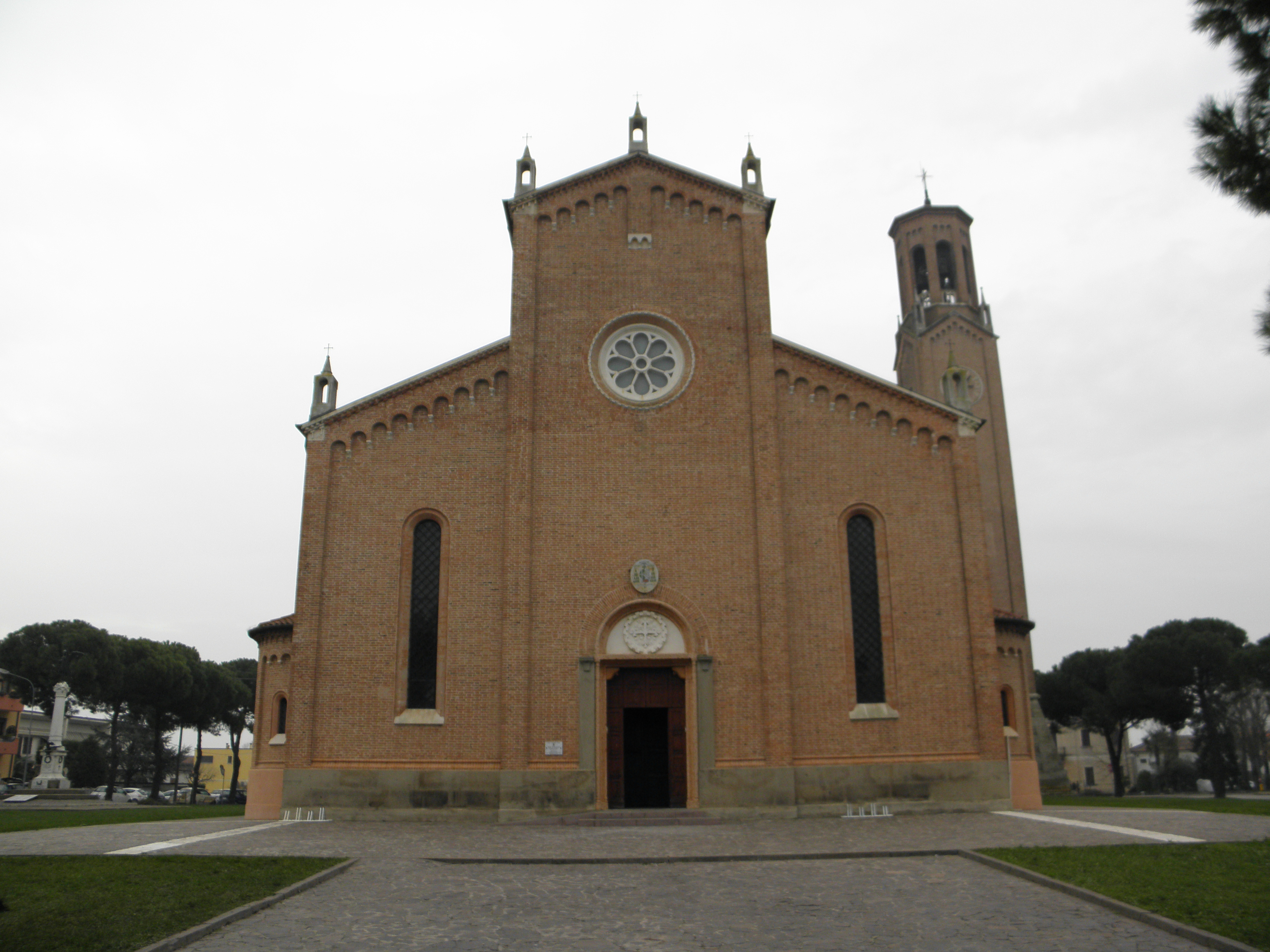
L'attuale duomo di S. Fidenzio.

Monumento nazionale, l'attuale duomo è costruito sul luogo ove sorgeva la prima struttura, edificata nel X secolo per raccogliere i resti mortali di san Fidenzio, terzo vescovo di Padova nel 166. Ampliata e ristrutturata tra il 1235 e il 1245 in stile romanico che mantenne fino alla fine del XIX secolo quando, per soddisfare il numero crescente di parrocchiani ne venne decisa la riedificazione, che la portò all'aspetto attuale. 

### Capitelli votivi
Diversi sono i capitelli votivi presenti sul territorio, tra questi il capitello votivo di Santa Marta, sul confine tra Megliadino San Fidenzio e Montagnana. Un altro bel capitello votivo è quello dedicato alla Regina della Pace in via Vegro. Si ricorda, inoltre, il capitello dell'Immacolata Concezione in via Arzarello. Un altro piccolo e affascinante capitello si trova in via Catene, ed è dedicato alla Madonna del pane.
Nella frazione di Prà di Botte si trova una piccola chiesa settecentesca dedicata a san Biagio.

### Villa Fava
La villa fu costruita come residenza estiva nel 1770 dal nobile Gaetano Fava, che aveva acquistato la proprietà dai conti Giusti del Giardino. L'aspetto attuale della villa è dovuta agli interventi apportati tra la fine dell'800 e gli inizi del '900 da Niccolò Fava, pronipote di Gaetano, che ricopri la facciata con sassi appuntiti e la abbellì con statue e affreschi. A est della villa vi è un piccolo oratorio dedicato a san Gaetano al cui interno si trova anche la tomba di Gaetano Fava e dove, ogni maggio, da qualche anno, vi si celebra il Rosario. A ovest della villa si trova una piccola torre di guardia. La villa è circondata da un grande giardino.

### Rovere Santo
Il Rovere Santo secondo la leggenda sarebbe il frutto del pungolo che il conducente del carro, che portò il corpo del Santo venerato ora nella cripta della chiesa, piantò appena i buoi trainanti si bloccarono davanti alla chiesa di San Tommaso. Il rovere fu abbattuto inizialmente, a causa di un fulmine, nel 1680. In quell'anno fu eretta dalla popolazione di Megliadino San Fidenzio una colonna di pietra, in ricordo del Rovere, non immaginando che l'albero sarebbe risorto dalle radici ancora vive e vegete. Nel 1729 la pianta fu nuovamente abbattuta da un uragano ma anche questa volte ricrebbe, a tal punto che agli inizi del '900 ospitava al suo interno la piccola bottega di un calzolaio. Nel 1912 il rovere fu colpito da un fulmine e da allora la parte a sud cominciò a seccare, mentre quella a nord continuava a fiorire rigogliosa. Ciò causò uno sbilanciamento della pianta che la mattina dell'8 marzo 1919 cadde sotto il suo stesso peso. Questa volta però le radici non rifiorirono più e solo nel 2000 si decise di collocare una nuova pianta di rovere accanto alla colonna del 1680.

Territorio dell'ex comune di Megliadino San Fidenzio all'interno della provincia di Padova

## Società

### Evoluzione demografica
Abitanti censiti

## Amministrazione
| Periodo        | Periodo          | Primo cittadino   | Partito                       | Carica      | Note                                   |
| -------------- | ---------------- | ----------------- | ----------------------------- | ----------- | -------------------------------------- |
| 20 giugno 1985 | 22 giugno 1992   | Giancarlo Boggian | Democrazia Cristiana          | Sindaco     | Dimesso                                |
| 23 giugno 1992 | 23 aprile 1995   | Per Luigi Lovo    | Democrazia Cristiana          | Vicesindaco |                                        |
| 24 aprile 1995 | 13 giugno 1999   | Giancarlo Boggian | Lista civica                  | Sindaco     |                                        |
| 14 giugno 1999 | 7 giugno 2009    | Fidenzio Bellini  | Centro                        | Sindaco     |                                        |
| 8 giugno 2009  | 17 febbraio 2018 | Daniela Bordin    | Lista civica di centro-destra | Sindaco     | Cessazione per variazione territoriale |

A seguito della fusione del 17 febbraio 2018 con i comuni di Saletto e Santa Margherita d'Adige nel nuovo comune di Borgo Veneto, per il primo mandato amministrativo, viene istituita la figura del prosindaco come amministratore locale.
| Periodo        | Periodo        | Primo cittadino | Partito                       | Carica     | Sindaco           |
| -------------- | -------------- | --------------- | ----------------------------- | ---------- | ----------------- |
| 25 giugno 2018 | 15 maggio 2023 | Marina Boron    | Lista civica di centro-destra | Prosindaco | Michele Sigolotto |

Fonte: Ministero dell'interno